# Габдрашитов Фазулла Габдуллинович
Фазулла Габдуллинович Габдраши́тов (25 жовтня 1903 — 5 квітня 1975) — Герой Радянського Союзу, кулеметник 2-го ескадрону 60-го гвардійського кавалерійського полку 16-ї гвардійської кавалерійської дивізії 7-го гвардійського кавалерійського корпусу 61-ї армії Центрального фронту, гвардії рядовий.

## Біографія
Народився 25 жовтня 1903 року в селі Старі Кандри, нині Туймазинського району Башкортостану, в селянській родині, татарин. Закінчив початкову школу, працював заготівельником у заготконторі Туймазинської райспоживспілки.
У Червону армію призваний в грудні 1941 року Кандринським райвійськкоматом.
На фронті з 20 серпня 1942 року.
Перший номер розрахунку станкового кулемета Ф. Г. Габдрашитов 18 вересня 1943 року в бою за села Березна та Бегач Гомельської області Білорусі висунув вперед на фланг ескадрону свій станковий кулемет і, прикривши ескадрон, не дав супротивнику можливості контратакувати. Тим самим він забезпечив успішне просування і швидке заняття цих сіл підрозділами полку.
20 вересня 1943 року в бою за село Лопатіно Ф. Г. Габдрашитов першим на своїй тачанці увірвався в село, влучним кулеметним вогнем знищив 12 солдатів і офіцерів противника, що дозволило підрозділам полку без втрат зайняти село.
З 27 на 28 вересня 1943 року під сильним артилерійським і кулеметним вогнем ворога Ф. Г. Габдрашитов у складі штурмової групи першим в полку переправився через річку Дніпро в районі села Нивки Брагінського району Гомельської області і вогнем свого кулемета відкинув противника від берега, що дозволило іншим підрозділам успішно форсувати річку і закріпитися на захопленому плацдармі.
Указом Президії Верховної Ради СРСР від 15 січня 1944 року за зразкове виконання бойових завдань командування і проявлені мужність і героїзм у боях з німецько-фашистськими загарбниками гвардії рядовому Габдрашитову Фазуллі Габдуллиновичу присвоєно звання Героя Радянського Союзу з врученням ордена Леніна і медалі «Золота Зірка» (№ 1663).
Після війни повернувся на батьківщину і працював у заготконторі райспоживспілки в Буздяцькому районі Башкирської АРСР.
Помер 5 квітня 1975 року, похований у селищі Буздяк.
Нагороджений орденом Леніна, медалями.